# 无梗齿缘草
无梗齿缘草（学名：Eritrichium sessilifructum）是紫草科齿缘草属的植物，为中国的特有植物。分布于中国大陆的新疆等地，生长于海拔2,000米的地区，一般生于草原或河边石旁，目前尚未由人工引种栽培。